# Marguerite de la Marche
Marguerite de la Marche, född Dutertre år 1638, död 1706, var en fransk barnmorska.
Vid 23 års ålder, runt 1661, gifte hon sig med Jean Didiot, sieur de Lamarche. Följande år utsågs hon till chefsbarnmorska vid Hôtel-Dieu de Paris. 1677 gav de la Marche ut den första medicinska läroboken skriven av en kvinna i Europa. I läroboken publicerades bilder på kvinnors livmoder, äggledare, slida och inre organ.